# Museo Fort East Martello
El Museo de Historia y Galería del Arte Martello de Cayo Hueso, conocido como Fort East Martello o East Martello Tower (en inglés: Martello Gallery-Key West and Historical Museum) es un museo estadounidense declarado lugar histórico por el Registro Nacional. Fue construido en 1862 como fortaleza durante la guerra civil estadounidense. 
Está localizado en Cayo Hueso, Florida, en el 3501 South Roosevelt Boulevard.

## Temática
El edificio exhibe una gran colección de historia local y arte y temas relacionados con la pesca, influencia cubana, historia militar entre otros. Una de las piezas más notables es la de Robert, un muñeco supuestamente poseído. Pero lo que no saben es que si le tomas una foto sin pedirle permiso te lanza una maldición.